# Maina
Maina (en rus: Майна) és un poble (un possiólok) de la República de Khakàssia, a Rússia, que el 2018 tenia 4.846 habitants. Pertany al districte de Saianogorsk.